# Farthing (moneda)

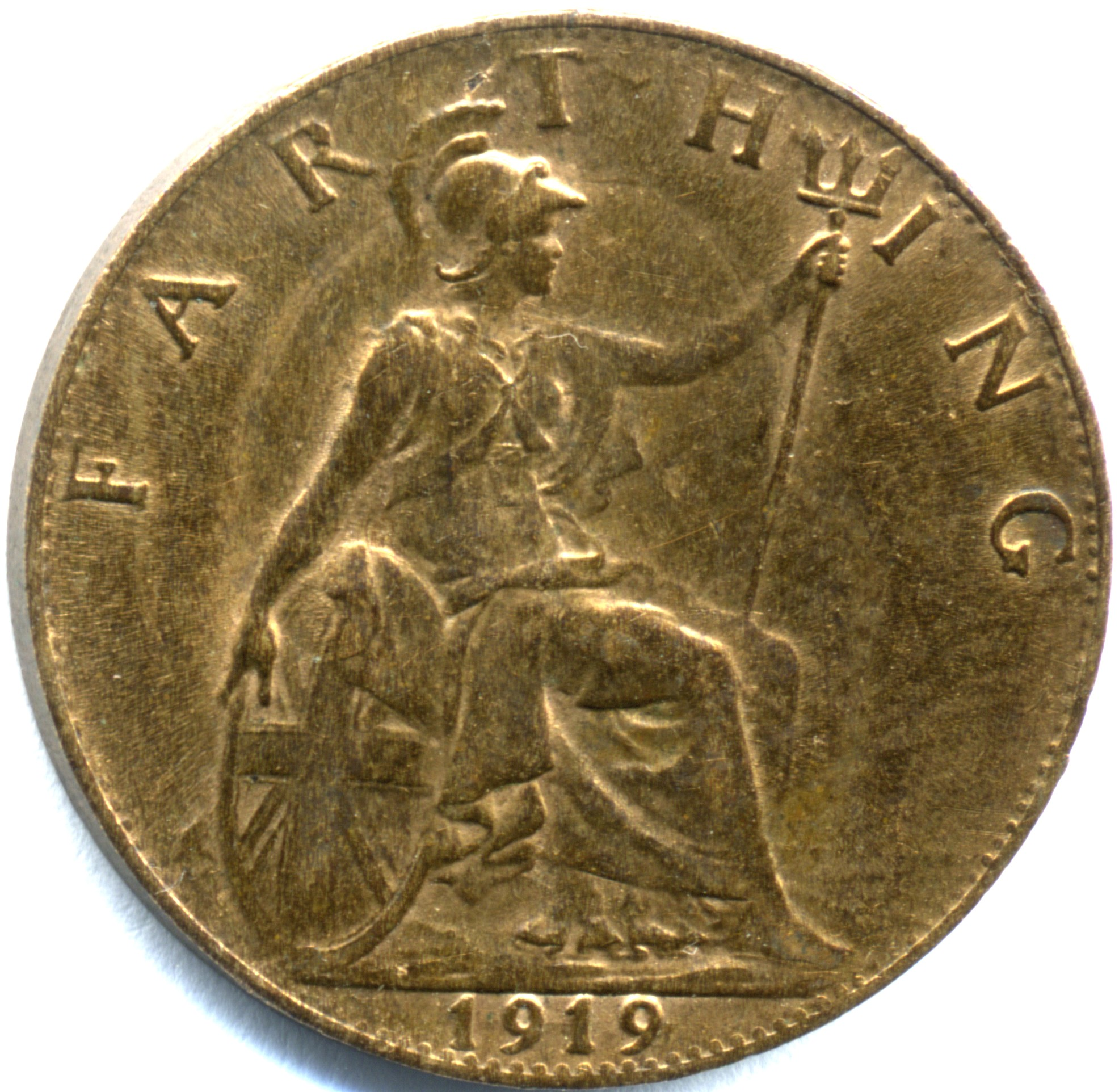
Diseño del reverso del fárting empleado entre 1895 y 1936, con una imagen de Britania

La moneda de un farthing o fárting (1⁄4d) inglés, era una moneda que valía un cuarto de un antiguo penique, y que representaba 1⁄960 de una libra esterlina. Fue inicialmente acuñada en cobre y luego en bronce entre los años 1860 y 1956 y dejó de ser curso legal el 1 de enero de 1961. Se empleó durante el reinado de seis monarcas: Victoria, Eduardo VIII, Jorge V, Eduardo VIII, Jorge VI e Isabel II. Durante sus cien años de circulación, tuvo dos diseños distintos.  Desde 1860 hasta 1936, contuvo una imagen de Britania, y de 1937 hasta 1961, la imagen de un chochín (Troglodytes troglodytes), un ave de la familia Troglodytidae. Al igual que en el resto de monedas británicas, contenía un retrato de la monarca en el anverso.
La palabra Farthing, (incluyendo su versión latinizada, Fárting o "Fártin") cuya etimología proviene del inglés antiguo, fēorðing, la cual a su vez deriva de la palabra fēorða, que significa "un cuarto". 
Antes del día decimal, en febrero de 1971, la libra esterlina estaba compuesta por 240 peniques (en inglés: pence, plural de penny). El penique estaba compuesto de cuatro fártings, un chelín, estaba compuesto de doce peniques, y una libra esterlina, a su vez, estaba compuesta por veinte chelines. Los valores inferiores a una libra se escribían indicando la cantidad de chelines y de peniques y sus respectivas fracciones por separado. por ejemplo. 5s 6d (cinco chelines y seis peniques), y se podían escribir como 5/6 simplemente. Los valores inferiores a un chelín se expresaban con peniques. Un precio expresado con un fárting, se escribiría del siguiente modo: 3s 41⁄4d (tres chelines, cuatro peniques y un fárting)
Se estima que el poder adquisitivo de un fárting en toda su existencia, rondó valores equivalentes a entre £0.02 y £0.12 en la actualidad.

## Diseño
El revés original del fárting fue diseñado por Leonard Charles Wyon, un grabador británico. Contiene una representación de la alegoría de Britania sosteniendo un tridente, junto con la inscripción FARTHING, encima de esta. Las monedas emitidas antes de 1895, también contenían un faro a la izquierda de Britania, y un barco a su derecha. El tamaño del mar del fondo fue ajustado durante el paso de los años, al igual que el ángulo de inclinación del tridente. Algunas ediciones de la moneda contienen bordes dentados, mientras que otras contienen rebordes. 
Con el paso de los años, se emplearon siete anversos distintos. Eduardo VII, Eduardo VIII (quien debido a su corto reinado, es posible que no haya tenido un fárting con su rostro), Jorge V, Jorge VI y Isabel II, emplearon un único retrato, mientras que durante el reinado de Victoria se emplearon dos distintos. 
El fárting fue inicialmente emitido con la apodada "cabeza de panquecito" o el "busto cubierto" de la reina Victoria. Poseía una inscripción alrededor del busto que rezaba VICTORIA D G BRITT REG F D (abreviado en latín: Victoria, por la gracia de Dios, reina de Gran Bretaña, defensora de la fe). Este retrato fue reemplazado en 1895 por la "antigua cabeza" o "busto con velo". La inscripción de estas monedas decía VICTORIA DEI GRA BRITT REGINA FID DEF IND IMP (abreviado en latín: Victoria, por la gracia de Dios, reina de britania, defensora de la fe, emperatriz de la India). 
Las monedas emitidas durante el reinado de Eduardo VII, contienen un retrato de este y la inscripción EDWARDVS VII DEI GRA BRITT OMN REX FID DEF IND IMP (Eduardo VII por la gracia de Dios, rey de toda Britania, defensor de la fe. emperador de la India. Similarmente, aquellas monedas emitidas durante el reinado de Jorge V, contenían un retrato de este, al igual que la inscripción GEORGIVS V DEI GRA BRITT OMN REX FID DEF IND IMP (Jorge V, por la gracia de Dios, rey de toda Britania, defensor de la fe, emperador de la india). 
Existe un fárting del rey Eduardo VIII (quien gobernó durante 1936), datado en 1937, aunque técnicamente, es un patrón de la moneda, es decir, una producida para circular oficialmente, pero cuya producción,  posiblemente, fue detenida en el momento en el que el rey abdicó. El anverso muestra un retrato del rey mirando a la izquierda (considerado su "mejor parte" y consecuentemente rompiendo la tradición de alternar la dirección en la que los monarcas miran en las monedas (algunos vieron esto, como un índice de mala suerte para su reinado), la inscripción del anverso rezaba EDWARDVS VIII D G BR OMN REX F D IND IMP (Eduardo VIII, por la gracia de Dios, rey de toda Britania, defensor de la fe, emperador de la india)
Los patrones de monedas de Eduardo VIII y los fártings de acuñación regular de Jorge VI y Isabel II, contienen un reverso rediseñado con la imagen de una ave de la especie Troglodytidae, una de las aves más pequeñas de Gran Bretaña.
Los fártings con el retrato de Jorge V contienen la inscripción GEORGIVS VI D G BR OMN REX F D IND IMP (Jorge V, por la gracia de Dios, rey de toda Britania, defensor de la fe, emperador de la india), hasta 1949, y GEORGIVS VI D G BR OMN REX FIDEI DEF (Jorge V, por la gracia de Dios, rey de Gran Bretaña, defensor de la fe) hasta el fin de su reinado. A diferencia de la moneda de un penique, los fártings fueron acuñados durante la etapa temprana del reino de Isabel II con la inscripción ELIZABETH II DEI GRA BRITT OMN REGINA F D (Isabel II, por la gracia de Dios, reina, defensora de la fe).

### Diseños de anverso

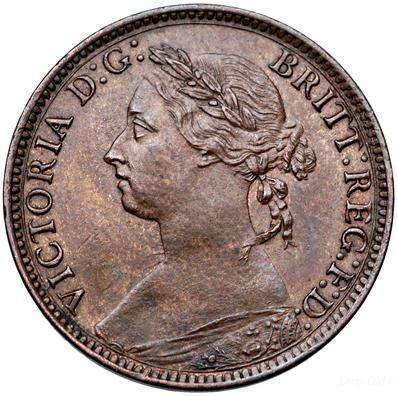
Primer retrato de Victoria
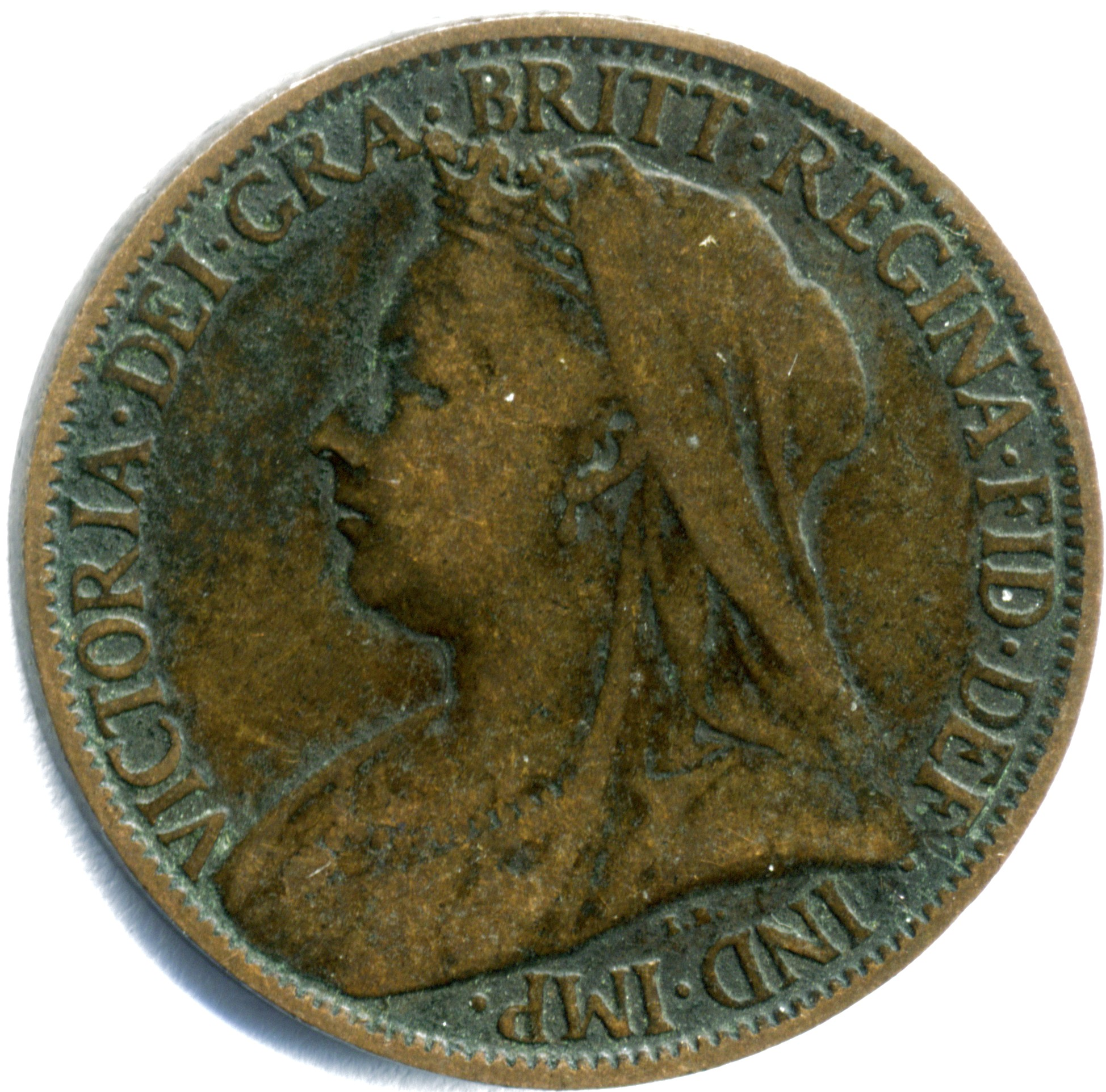
Segundo retrato de Victoria
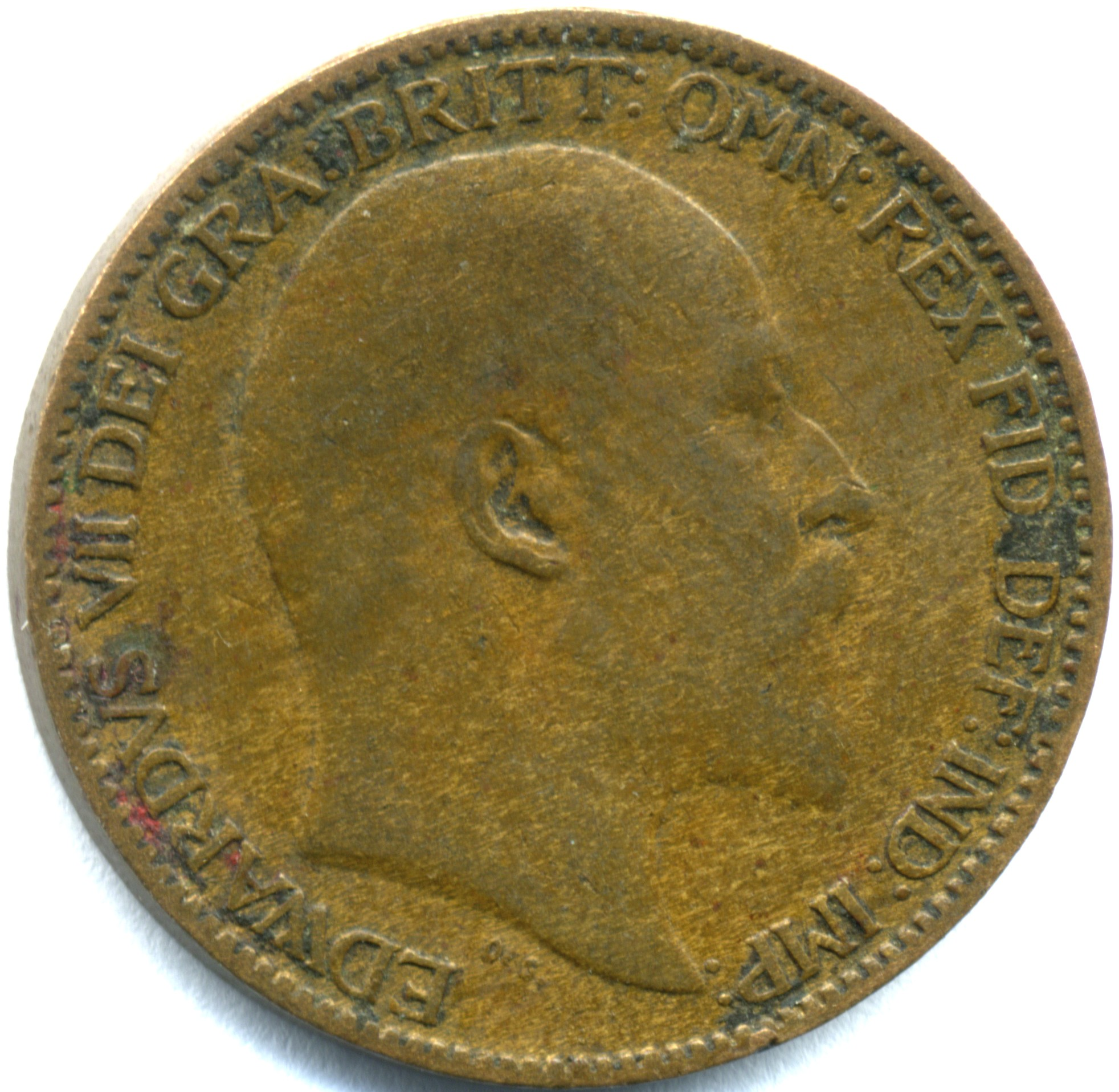
Retrato de Eduardo VII
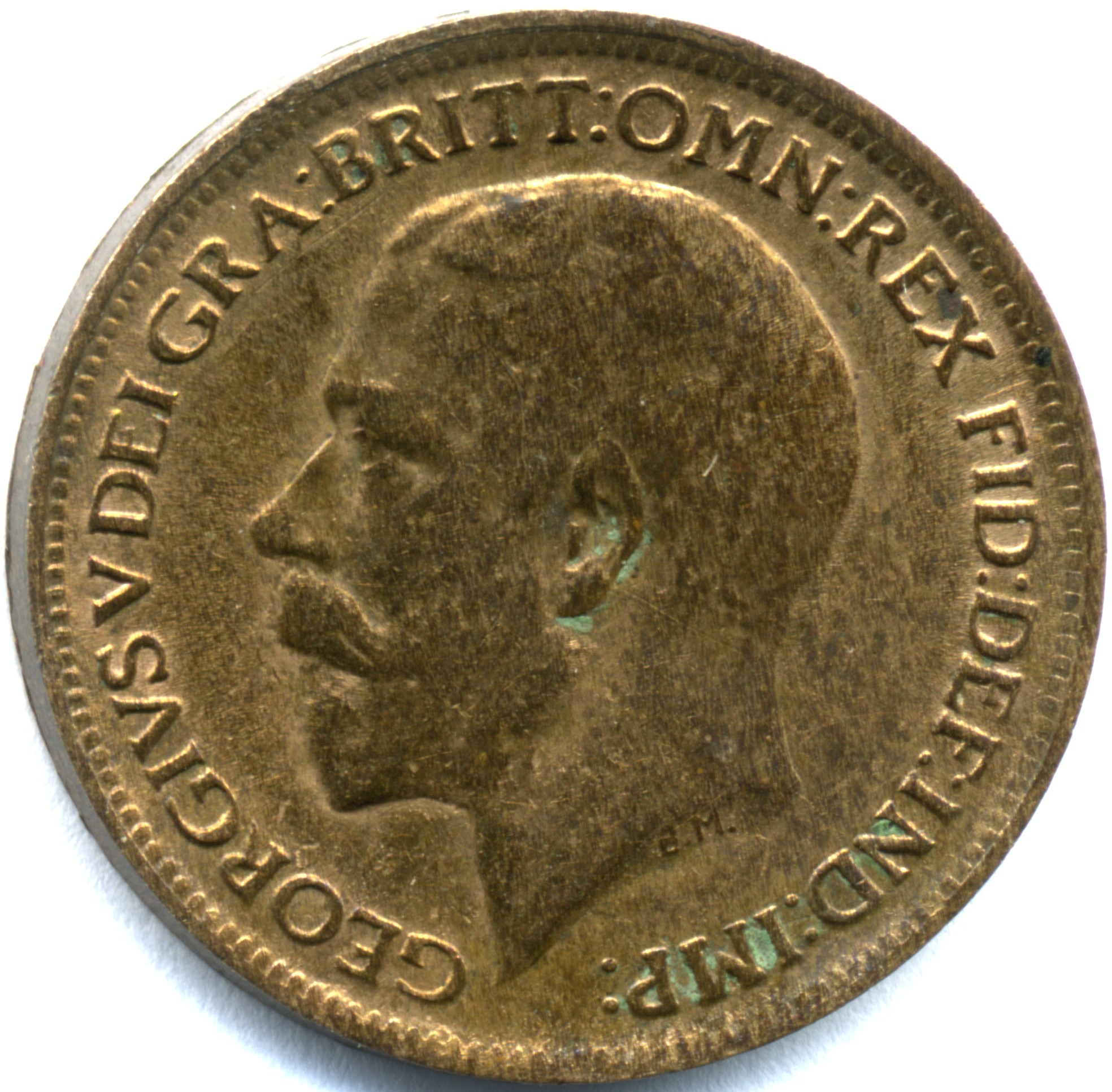
Retrato de Jorge V
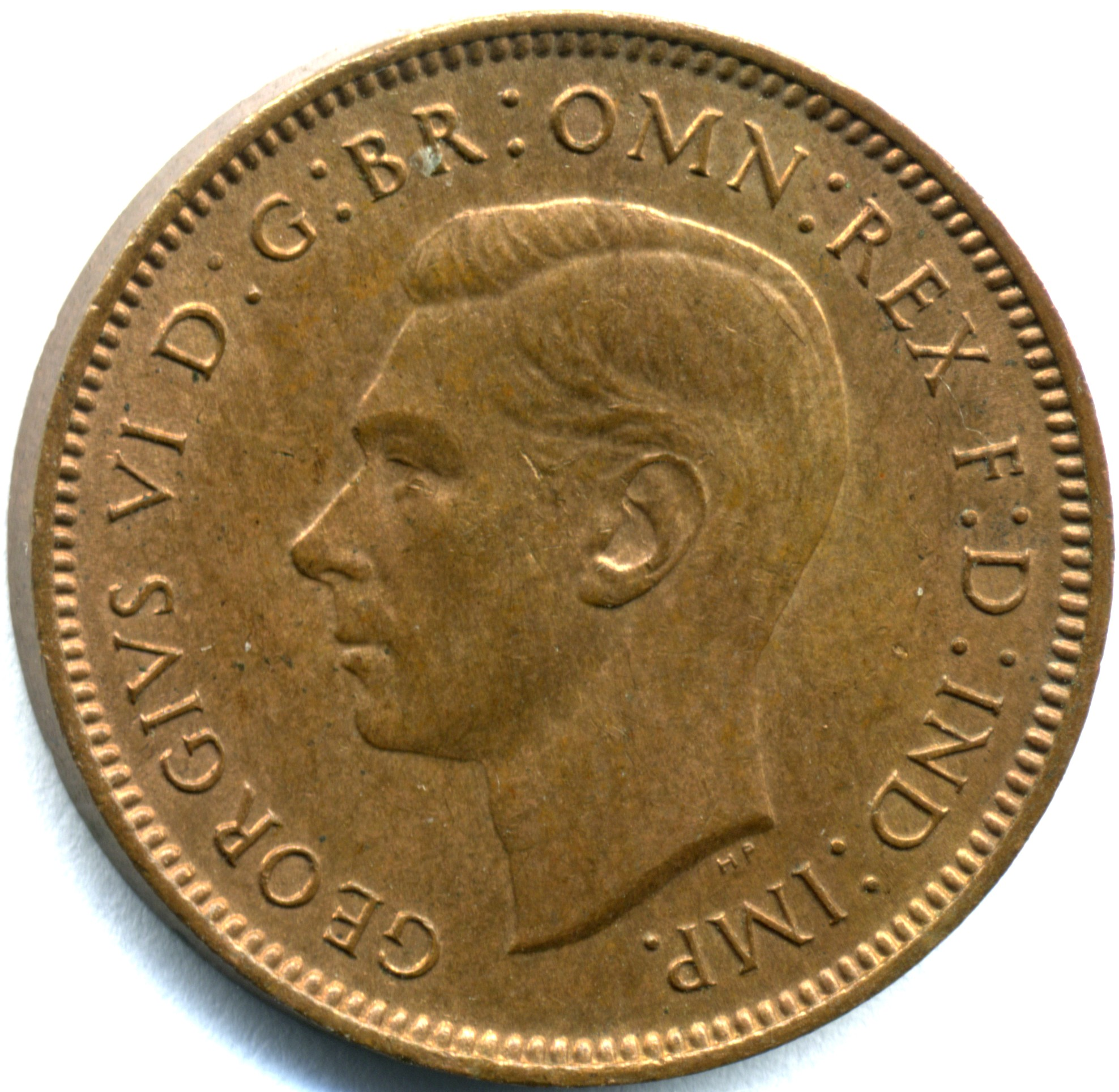
Retrato de Jorge VI
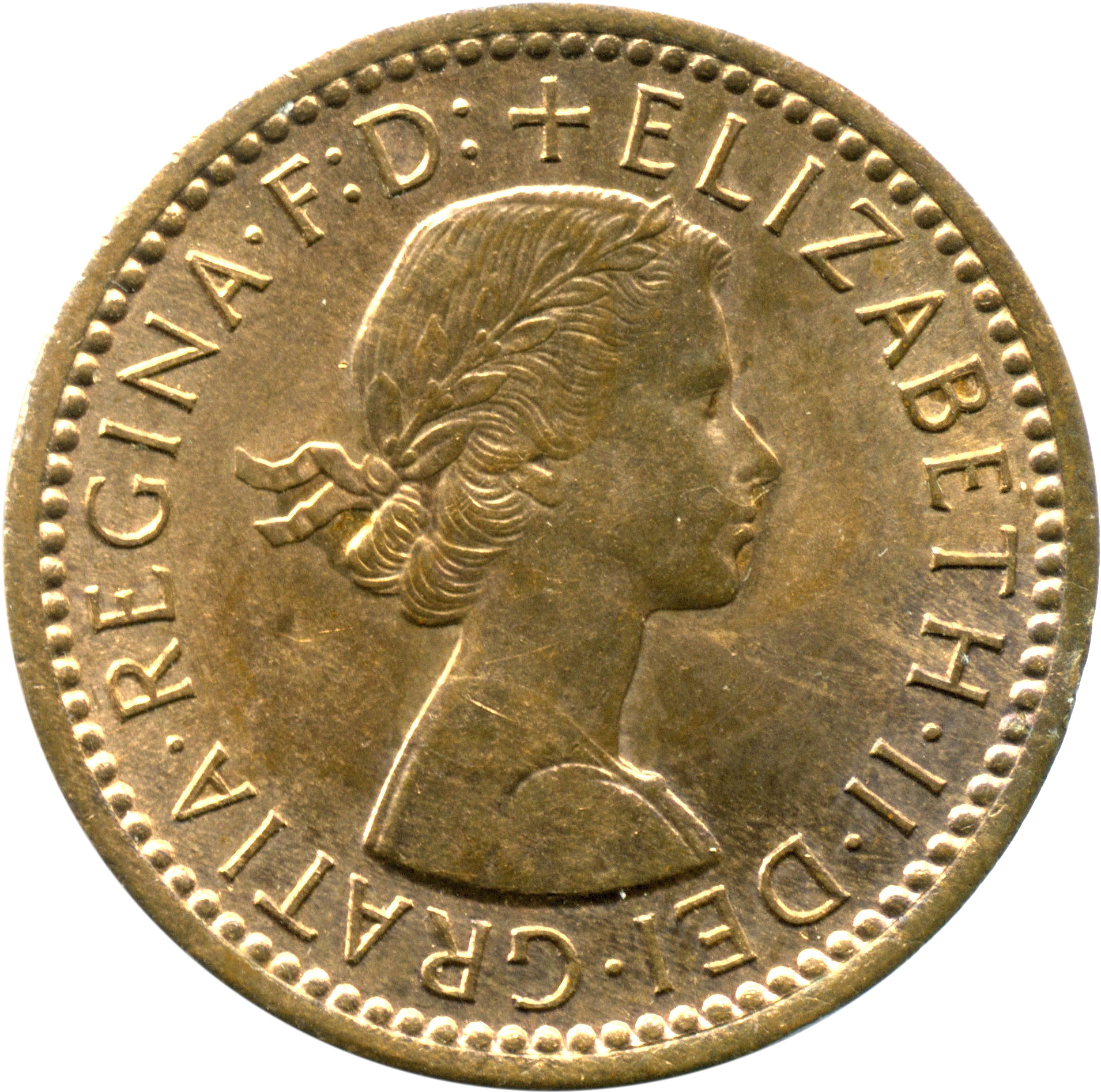
Retrato de Isabel II